# Acer
Acer Inc. (în chineza tradițională: 宏碁股份有限公司) este o companie taiwaneză de IT și producător de electronice înființată în anul 1976. Compania este al doilea furnizor de pe glob după numărul de PC-uri vândute, după compania HP. În aprilie 2010, potrivit companiei Gartner, Acer era cel mai mare producător de notebook-uri la nivel mondial.
În august 2007 Acer a cumpărat compania americană Gateway, Inc. pentru 710 milioane USD. Această decizie i-a conferit acces la piața din SUA sub o marcă bine cunoscută și totodată acces la vânzători cu amănuntul de anvergură ca Best Buy și Circuit City. Compania Acer produce calculatoare de birou, laptop-uri, asistenți digitali personali (PDA-uri), servere, periferice și servicii de e-business pentru întreprinderi, educație, guvern și utilizatorii particulari.

## Istorie
Acer a fost fondată de Stan Shih, soția sa Carolyn Yeh și un grup de alți cinci oameni în 1976 sub numele „Multitech”, cu sediul în Hsinchu, Taiwan. Aceasta a pornit cu 11 lucrători și un capital inițial de 25.000 USD. La început a fost un distribuitor de componente electronice și consultant în tehnologiile microprocesorului, dar cu timpul a devenit producător de PC-uri. Compania a fost redenumită în „Acer” în anul 1987. În 1993 Acer a obținut un record de vânzări de 75 milioane USD ; 43% din venitul anului respectiv a fost datorat anexei DRAM, considerată de anumiți analiști drept „cea mai eficientă în industria DRAM”. Din 1994 până în 1995 Acer a avansat de la locul al 14-lea la al 9-lea în rândul producătorilor internaționali de calculatoare, depășind pe Hewlett-Packard, Dell și Toshiba. Vânzările totale au crescut la 3,2 miliarde USD în 1994, iar venitul net la 205 milioane USD, astfel Acer America anunțând primul venit anual în anii 1990.
Acer și-a lansat interesul în industria laptop-urilor imediat după cumpărarea diviziei Mobile PC a companiei Texas Instruments în 1997.

## Produse
- PC-uri
- Notebook
- Netbook
- Asistent digital personal (PDA)
- Sisteme de navigație
- Servere
- Stații de lucru
- Proiectoare
- Monitoare
- Televizoare LCD
- Camere digitale
- Routere wireless
- Routere portabile

În 2008 compania a vândut 30 de milioane de PC-uri 
și 39,8 milioane în 2009, ajungând pe locul doi după HP și având o cotă de piață de 13 %.
Pe segmentul de netbook-uri compania a vândut 5 milioane de unități în anul 2008.

## Acer și Linux
Acer a oferit diferite distribuții Linux pe laptop-urile și netbook-urile recente. Acestea au inclus Ubuntu, Linpus și Android.

## Mărci înregistrate
Mărcile folosite de compania Acer includ Acer, eMachines, Gateway, Packard Bell și E-TEN, primele două dintre aceaste fiind comercializate și în România.

## Acer în România
Compania este prezentă și în România, unde a vândut 3.600 de laptop-uri în 2004 (cotă de piață 5,4 %),
17.000 de unități în 2006,
53.000 de unități în 2007, 100.000 de unități în 2008 (cotă de piață 22 %),
72.800 de unități în 2009 și 102.000 de unități în 2010 (cotă de piață 23,5 %).
În anul 2006 compania a vândut în România 25.000 de monitoare LCD,
față de 1.400 în 2004 (5,4 % din piață).